# Гарем

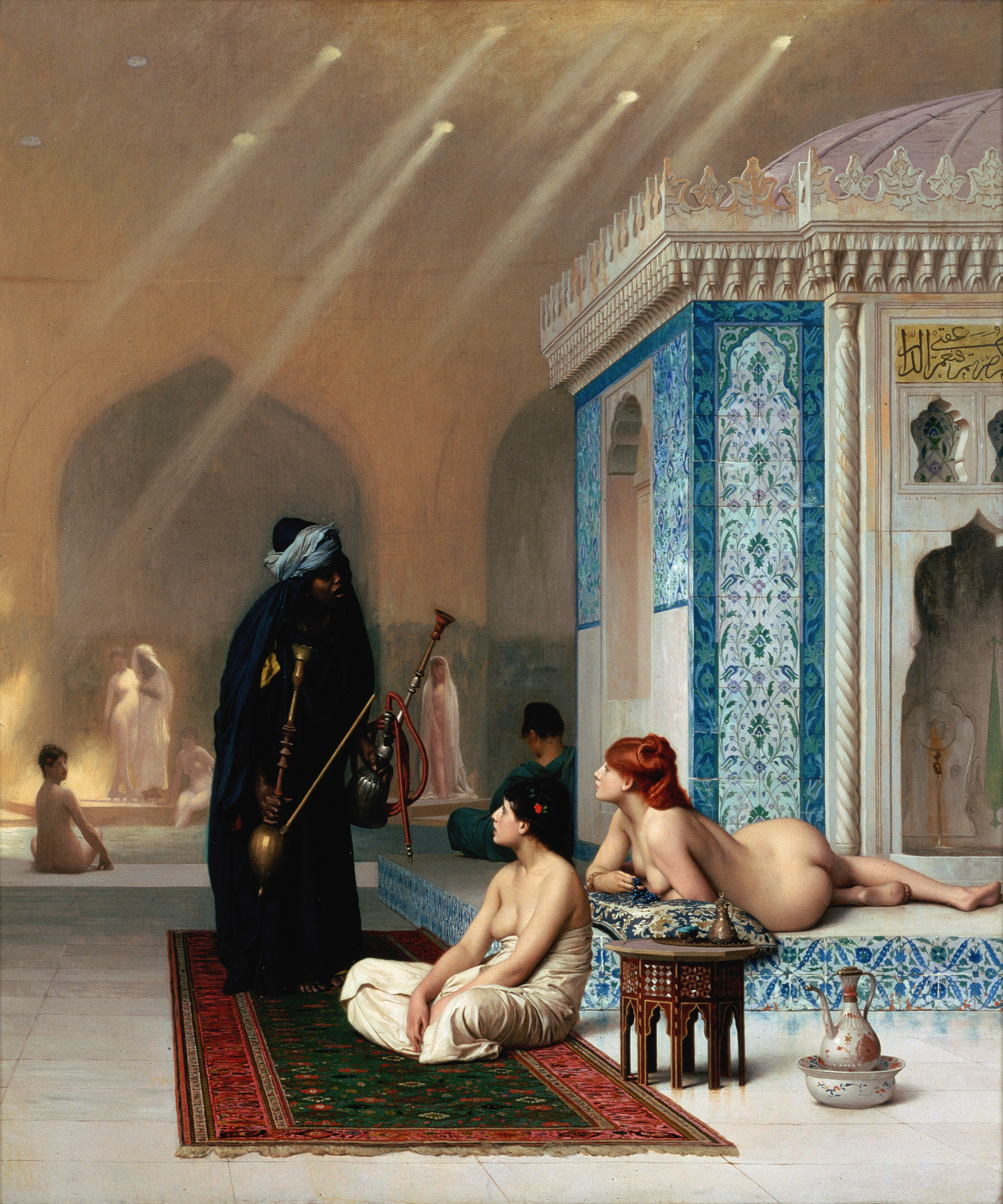
Жан Леон Жером. Бассейн в гареме. 1876

Гаре́м, точнее харе́м (от араб. حرم‎, харам — запретное, священное место), или сера́ль (итал. seraglio — «огороженное место, зверинец») — закрытая и охраняемая жилая часть дворца или дома, в которой жили жёны мусульман. Посещение гарема дозволено только хозяину и его близким родственникам. Женщины при гареме назывались хура́м.

## Этимология
Слово «гарем» происходит от арабского «харам» (араб. حرم‎, не путать с араб. حرام‎, которое является однокоренным словом, но обозначает «запретное» в шариате), которое означает «запретное, священное место». Турки смягчили звучание этого слова и добавили суффикс «lik», которое обозначает место. Покои мужа назывались турками «selamlik» (букв. «место для приветствий»).
Другое распространённое название гарема — сераль — придумали итальянцы, которые в свою очередь переняли это слово из персидского языка. Этот термин означает не только женскую часть дома («haremlik»), но и весь комплекс принадлежавших султану зданий.

## Гаремы правителей

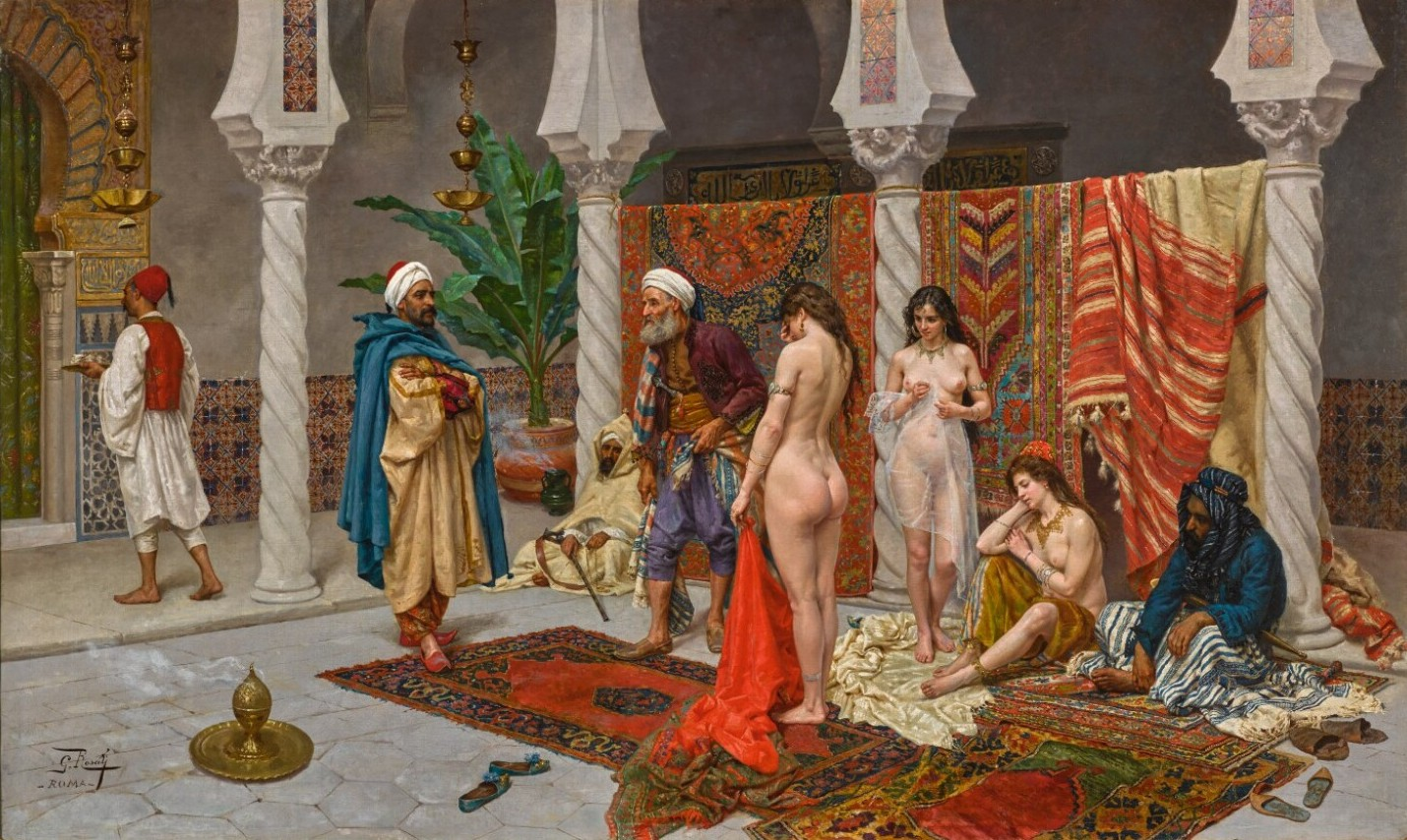
Джулио Розати. Выбор фаворитки

Гарем как явление сложился и окончательно оформился в период правления халифов Аббасидов и стал моделью для последующих гаремов исламских владык. При первых халифах Аббасидах женщины правящей семьи имели своё домашнее хозяйство, и даже дворцы — подобные тем, в каких жили их родственники мужского пола. К началу X века женщины стали более замкнуты в огромном царском дворцовом комплексе, и гарем стал отдельной изолированной структурой. Так, например, Масуди, писавший в середине X века, утверждает, что Яхья Бармакид, надзиравший за хурамом Харуна ар-Рашида, запирал его ворота на ночь и уносил ключи с собой домой.
Постепенно гарем халифа приобрёл свой фантастический образ отдельного мира, замкнутой среды роскоши и сексуального возбуждения с привкусом жестокости и опасности. Существует несколько указаний на количество проживавших, со своими слугами, в гареме женщин. Гарун аль-Рашид имел в своём хураме более двух тысяч певичек и служанок. Здесь же жили двадцать четыре наложницы, которые вынашивали от него детей.
Девушки, составлявшие гарем халифов, происходили из самых разных земель и были представительницами различных культур — но, так как исламские законы запрещали обращать в рабство свободных мусульман и свободных немусульман, проживающих в исламском государстве (см. зимми), они обычно доставлялись извне империи. Некоторые девушки приобретались в качестве военной добычи, а другие покупались на рынках рабов. Рабыни из берберов Северной Африки высоко ценились с сексуальной точки зрения, и сам великий Мансур был сыном одной из них. Однако в IX и X веках аристократию гарема формировали в первую очередь гречанки из Византийской империи, и именно их сыновья становились халифами (Васик, Мунтасир, Мухтади, Мутадид). Матери других халифов были турчанками. Матерью халифа Мустаина являлась славянка из Восточной Европы.

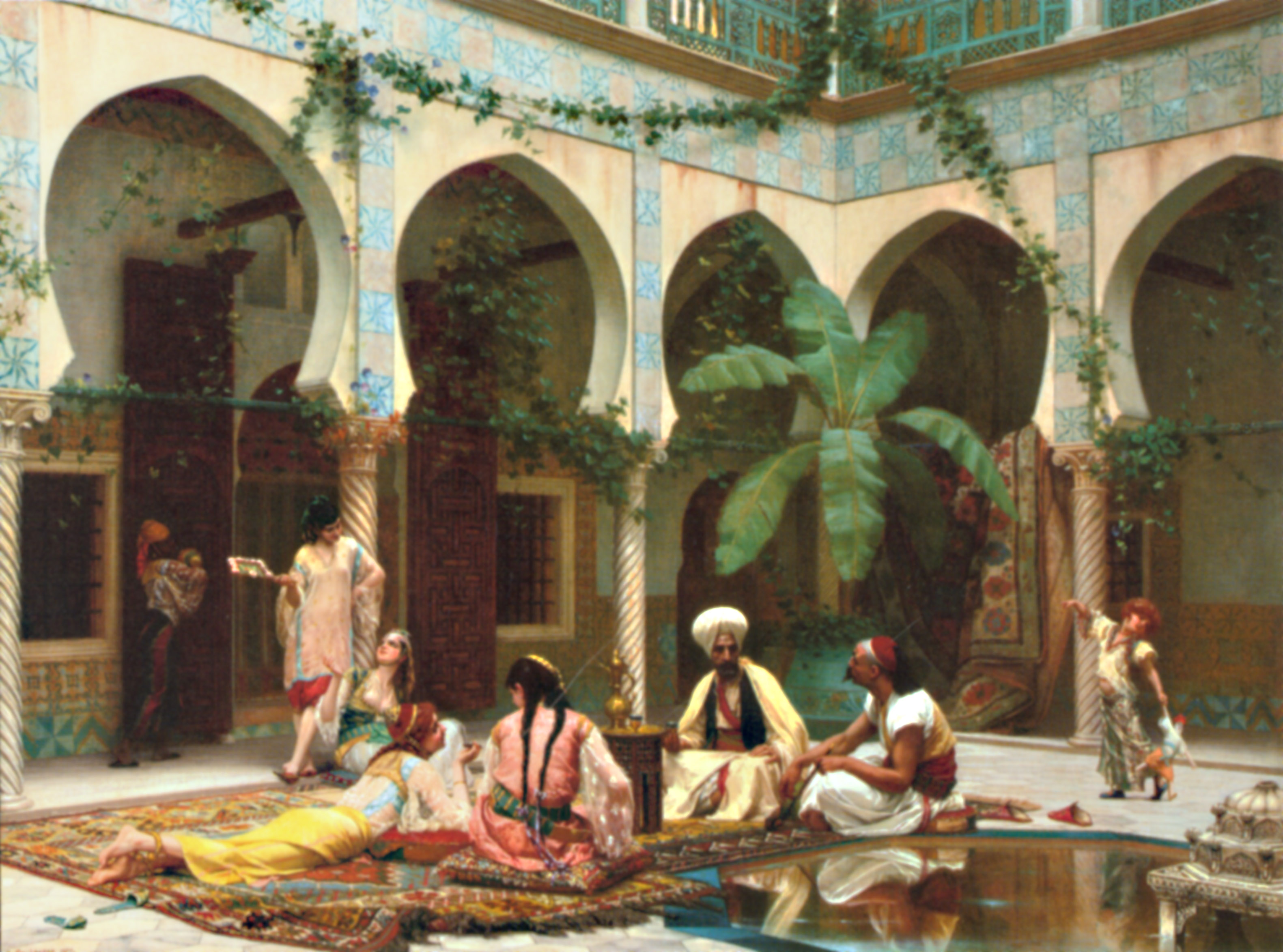
Гюстав Буланже. Гарем дворца

Похоже, что после смерти Гаруна в 809 году следующие халифы, за редким исключением, не женились вообще. Царица-мать стала самой главной женщиной в гареме. Дворцы, которыми владели дочери и кузины халифов, перешли к короне.
Похожее явление наблюдалось в Османской империи семью веками позже. Турецкие султаны во второй половине XV века перестали жениться, за исключением Сулеймана Великолепного, чья женитьба в 1534 году (по иным сведениям в 1530 году) на Хюррем (Роксолане) вызвала удивление и казалась оскорбительной для османских традиционалистов. Народ особенно озаботило то, что он сосредоточил своё внимание на единственной женщине — это казалось совершенно неестественным и вызывало слухи о том, что султана, должно быть, околдовали.
В Турции XVI века фаворитки султана, среди которых Хюррем была всего лишь самой успешной, в полном смысле слова правили султанским гаремом. К началу XVII века это положение изменилось и гаремом стала управлять валиде-султан, мать султана. Все решения в гареме принимались валиде-султан с письменного разрешения султана.

## Гаремы подданных
Гарем обычно располагался на верхнем этаже в передней части дома и оборудовался отдельным входом. Он имел свой собственный двор и сад. Селамлик (мужскую половину) и гаремлик (женскую половину) обычно разделяла запертая дверь, ключ от которой хранился у хозяина дома. Рядом с дверью был устроен люк, и через него пища, приготовленная женщинами, могла подаваться мужчинам, которые никогда не ели с ними за одним столом.

## У животных
Гаремом также называется группа самок вокруг одного самца у полигамных видов животных.

## В искусстве
Тема гарема появилась в западном искусстве в XVII веке; художники и писатели (а позже и кинематографисты) стали изображать то, как в их воображении должно выглядеть место сексуального подчинения женщин. Исследователи колониализма, такие как Малек Аллула, указывают на то, что изображения восточных женщин на открытках тоже в основном представляют собой западные фантазии о восточной женщине и её недоступности в запрещённом гареме.

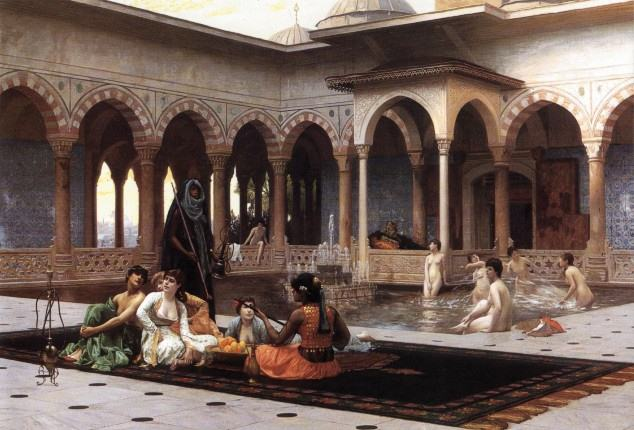
Терраса сераля, Жан-Леон Жером
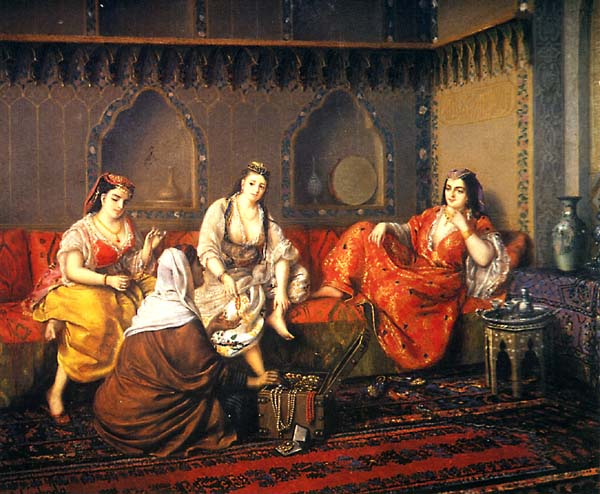
Покупки в гареме, Рудольф Свобода
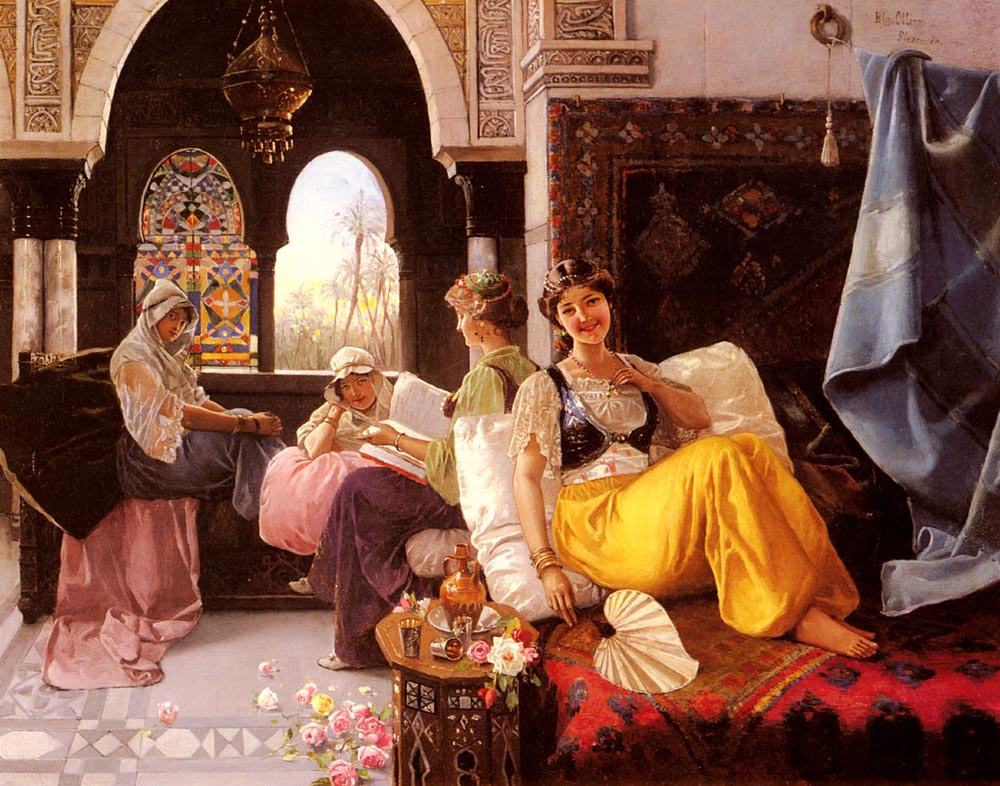
Сцена в гареме, Quintana Olleras, 1851-1919
Неваши Лал (?). Сцена в гареме: Придворные дамы, играющие в шахматы, 1780—1800
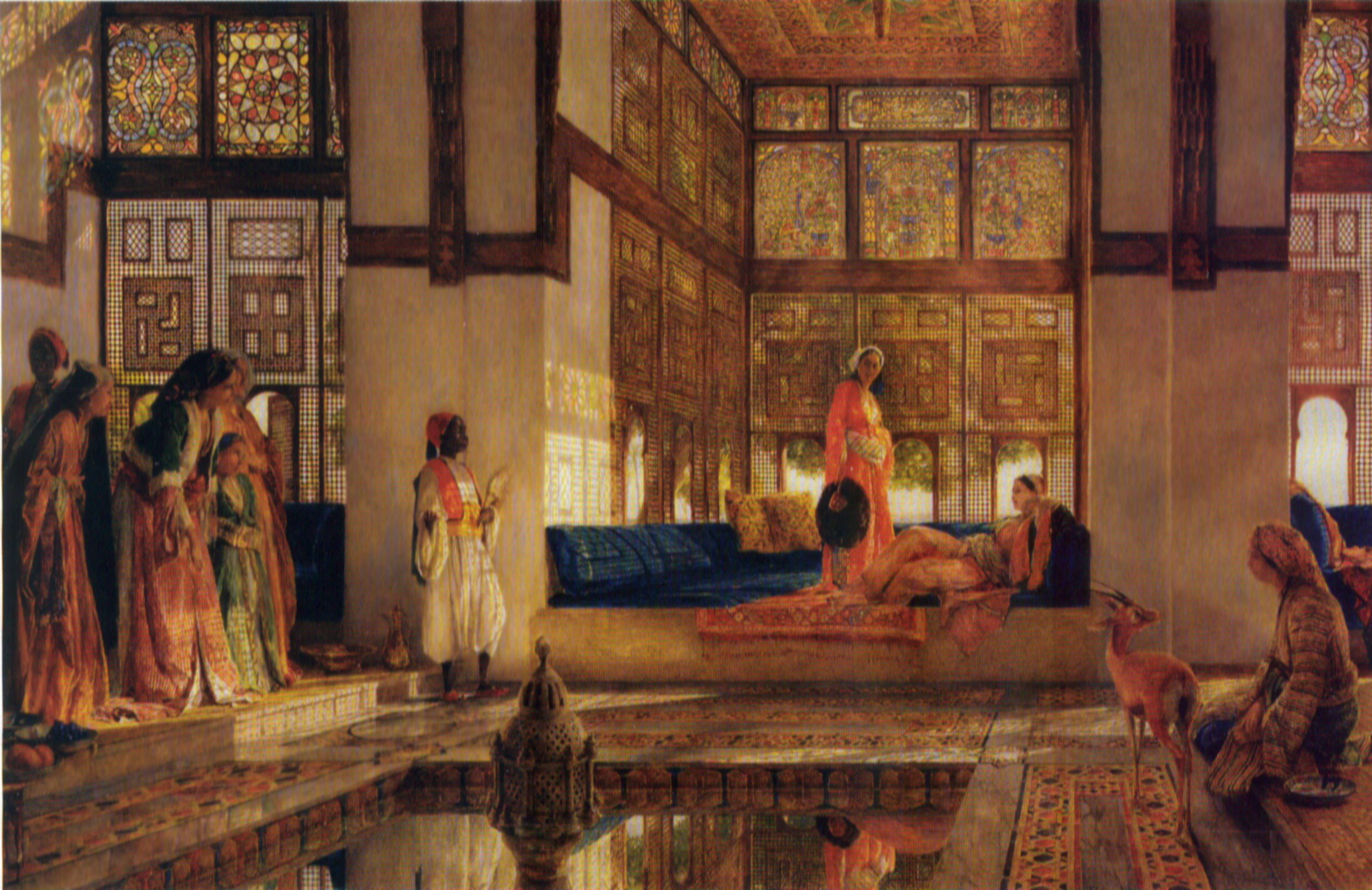
Приёмный покой, Джон Фредерик Льюис
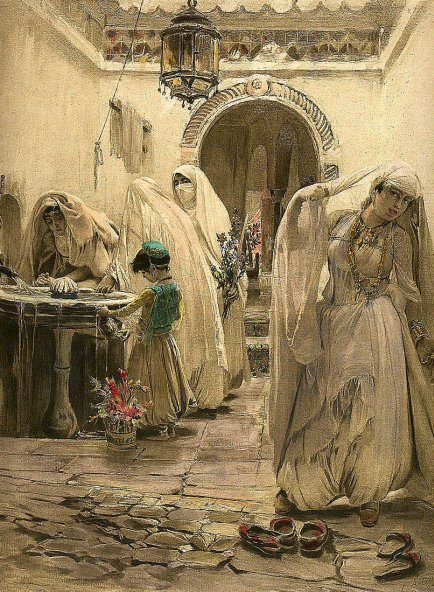
Фонтан в гареме, Фредерик Бриджман, 1847-1928
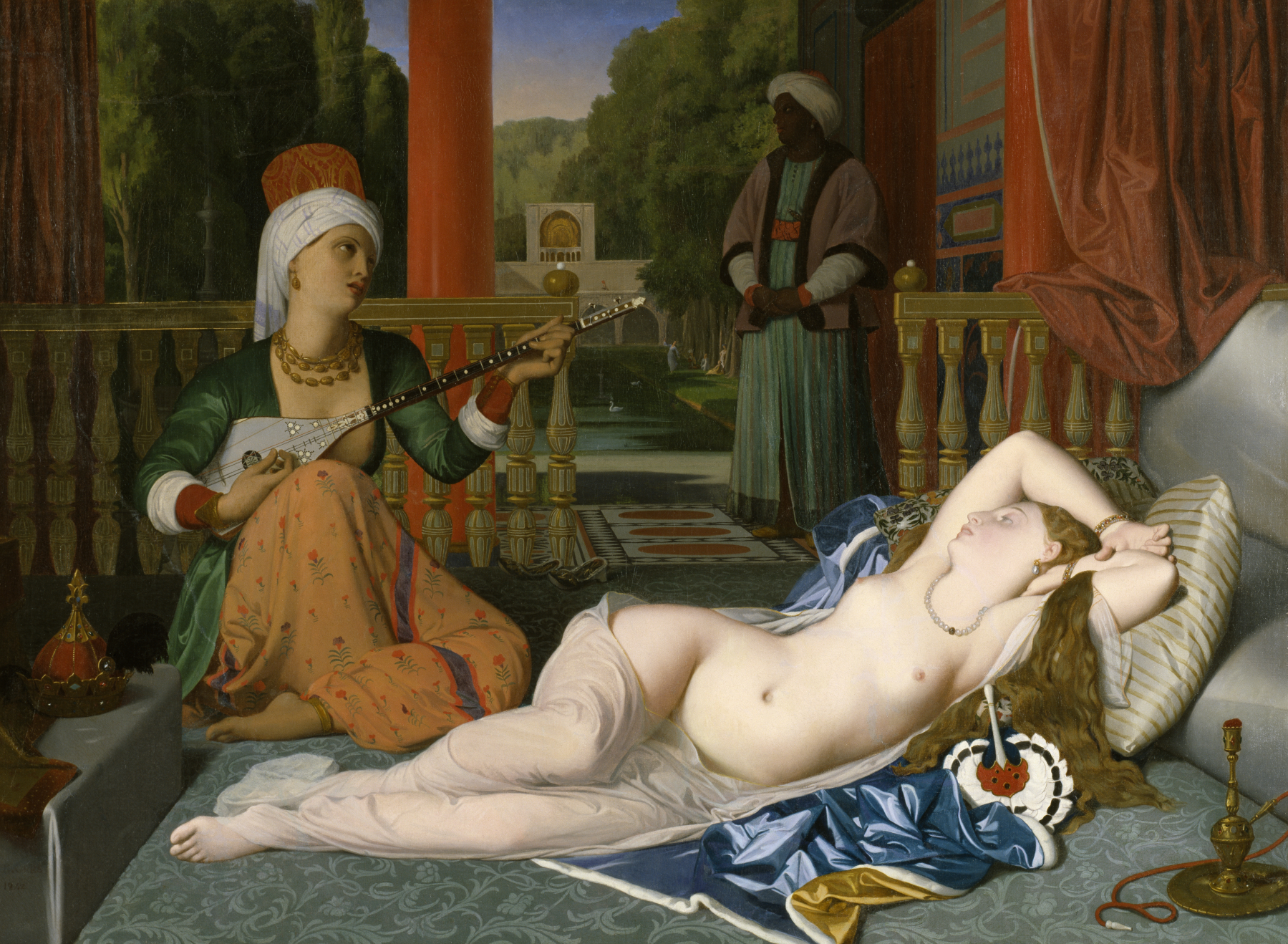
Одалиска с рабыней, Жан Огюст Доминик Энгр
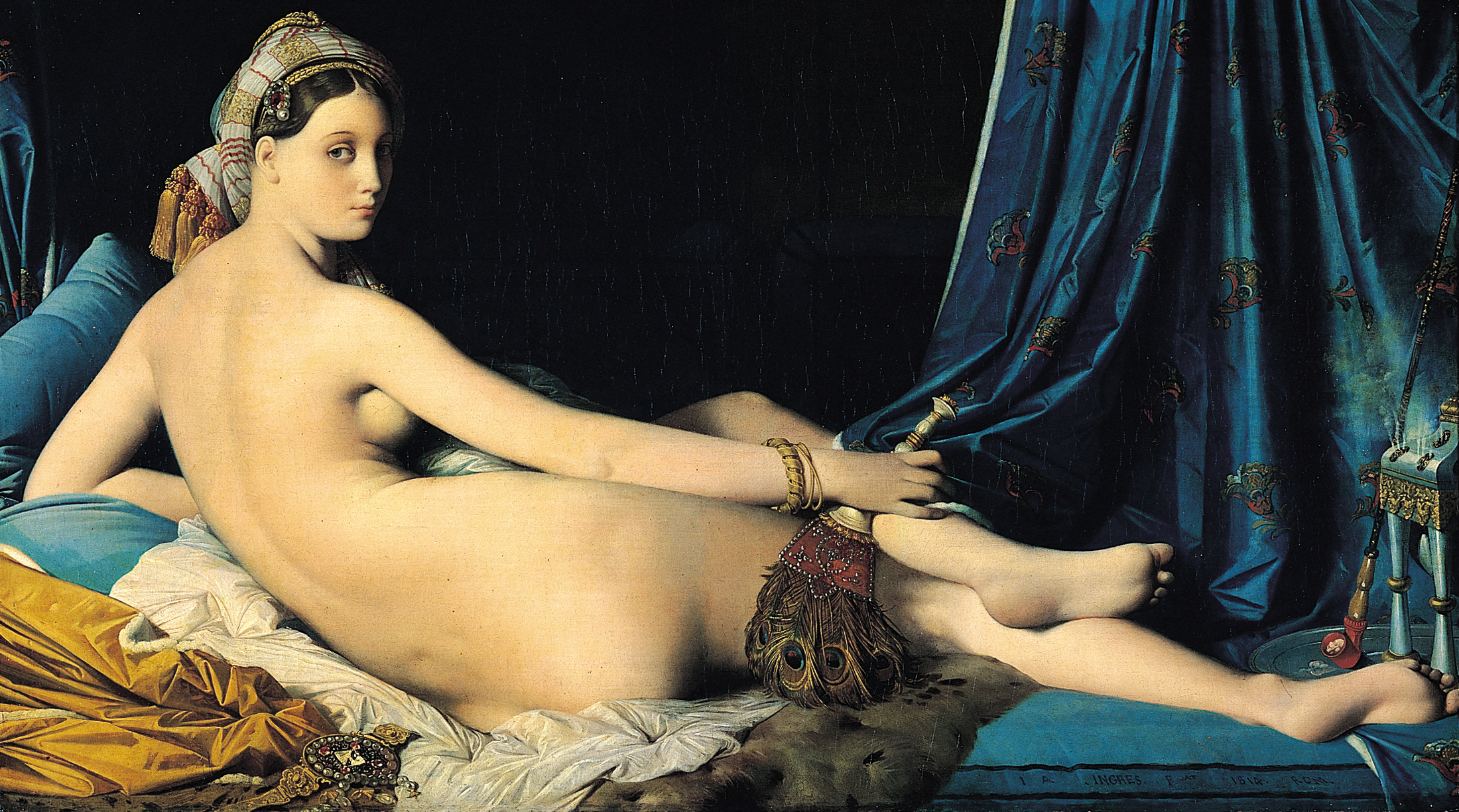
Большая одалиска, Жан Энгр
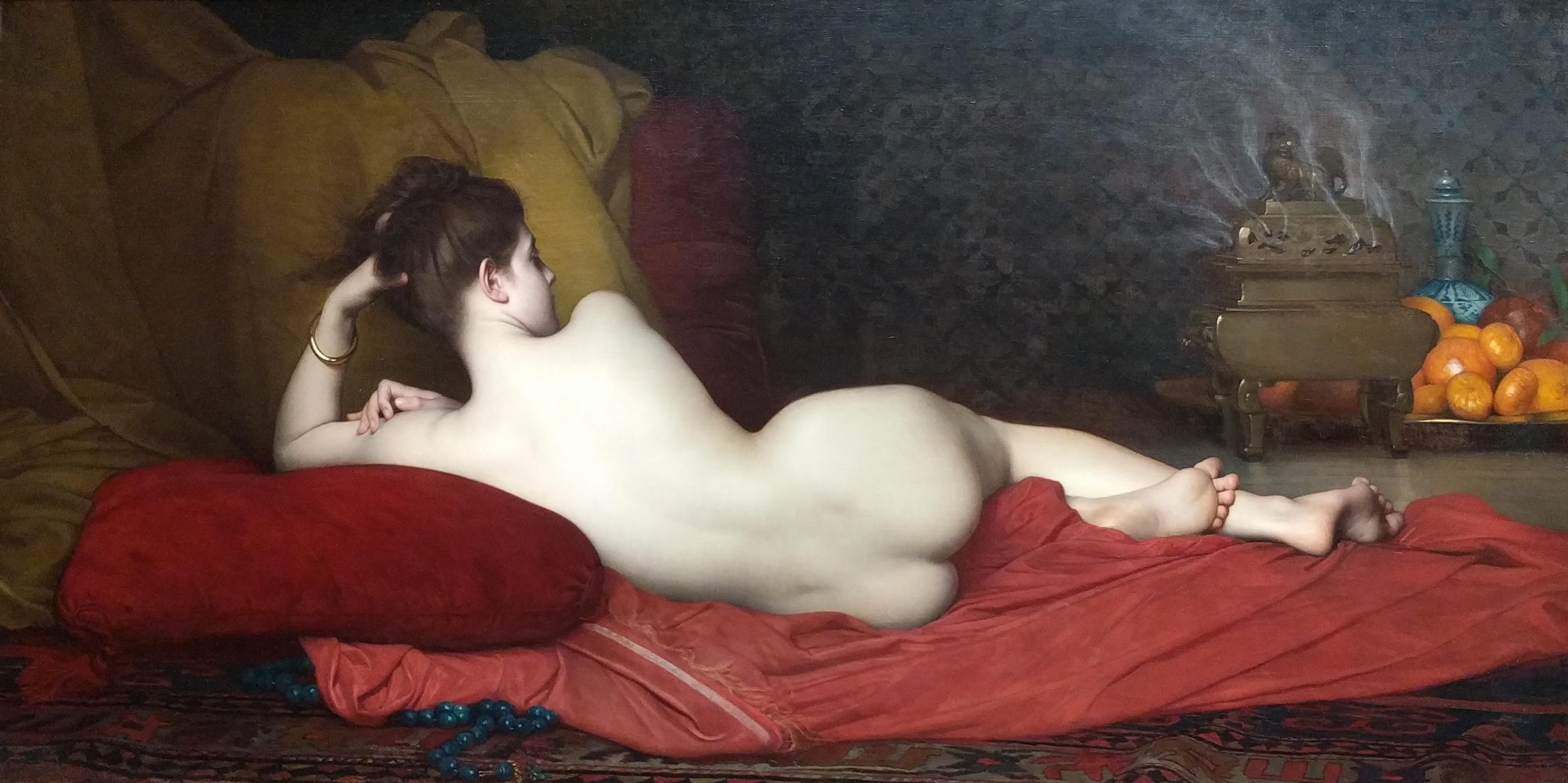
Одалиска, Жюль Жозеф Лефевр
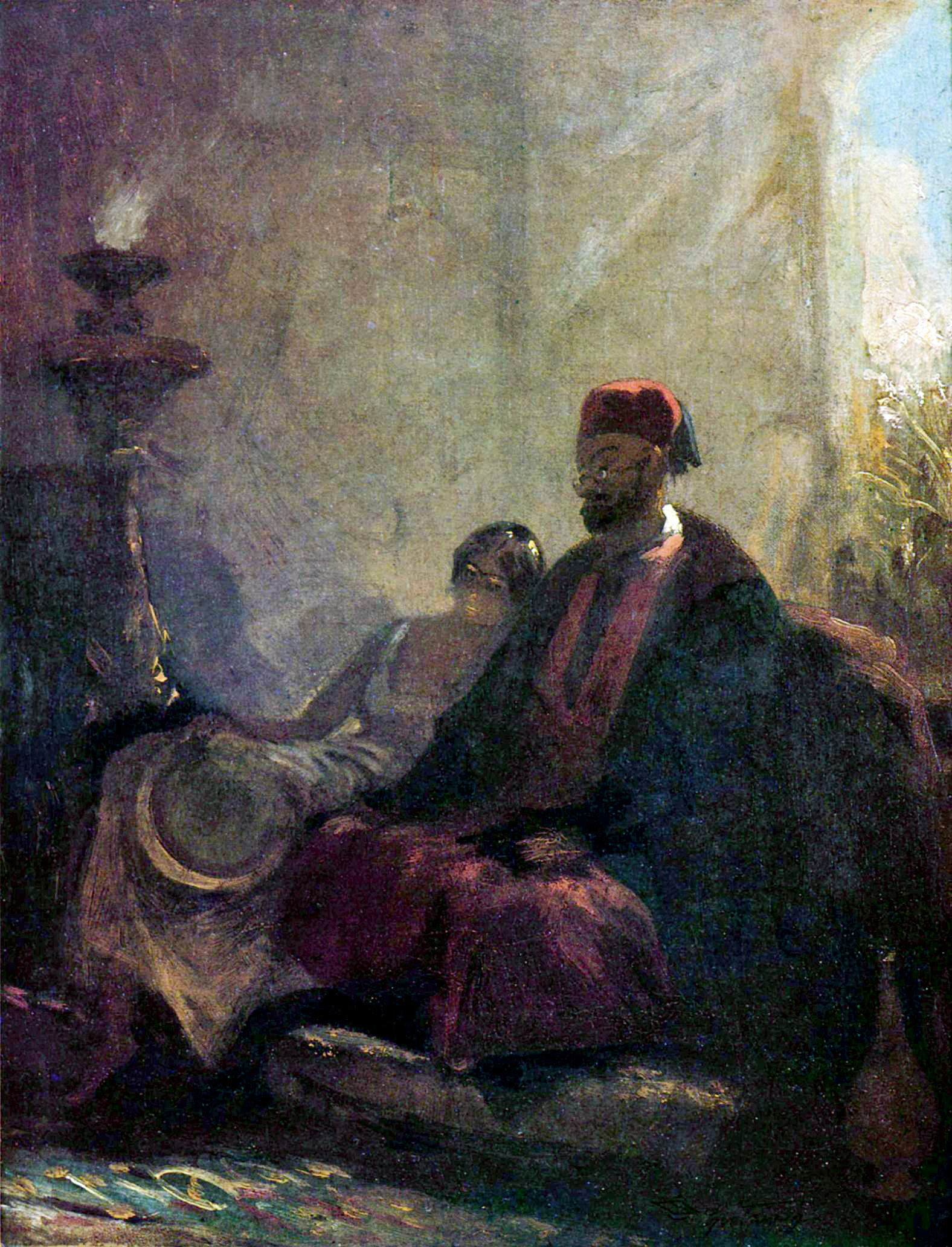
В гарем, Карл Шпицвег
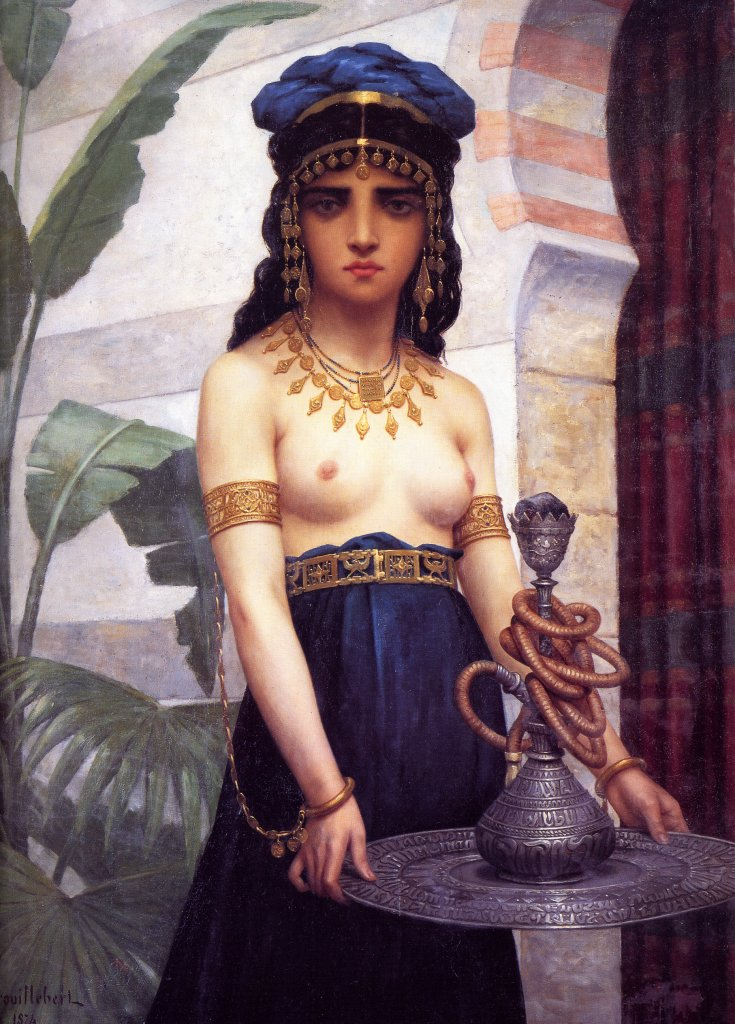
Служанка в гареме, Поль Трульбер, 1829-1900
Рынок рабов, Жан-Леон Жером
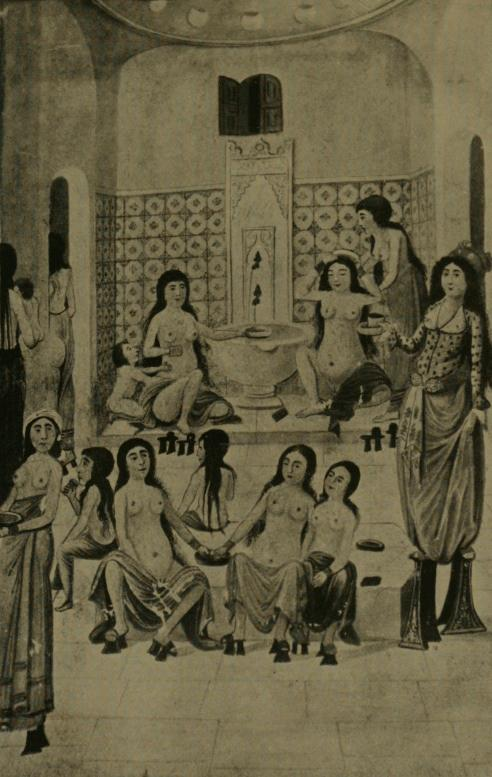
Бани в гареме, из рукописи Фазиля Йылдыза
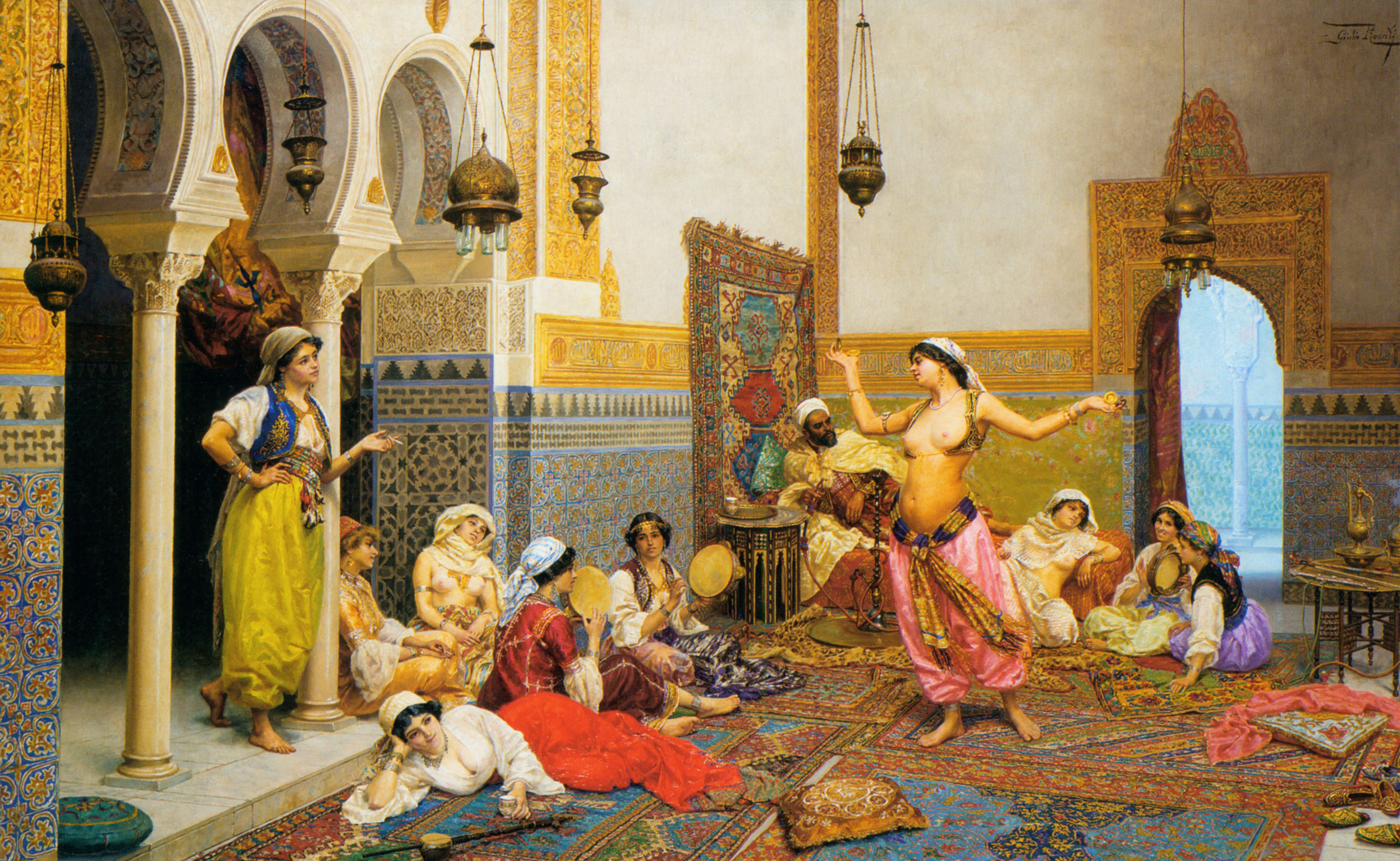
Танцы в гареме, Джулио Розати
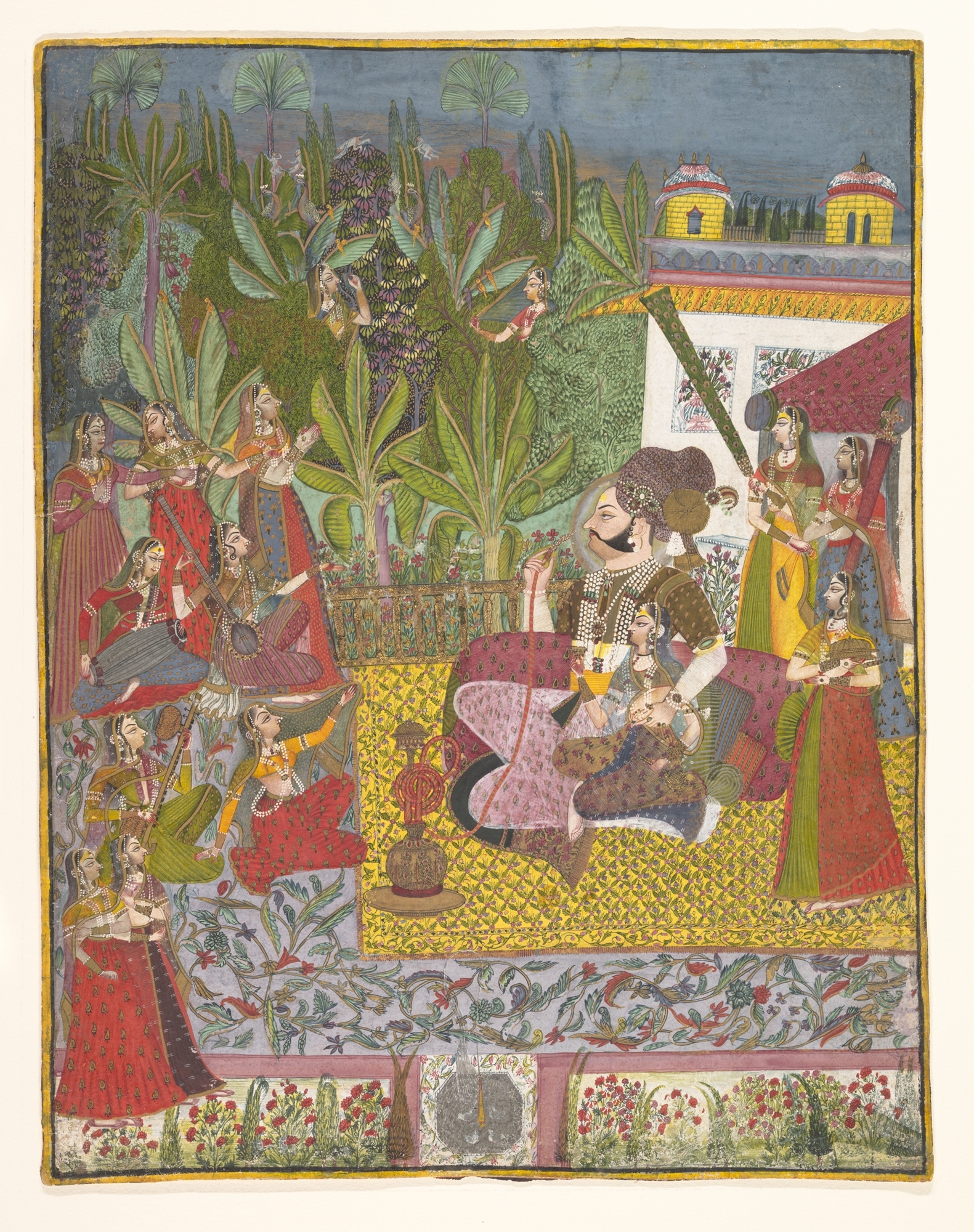
Махараджа и его гарем, ок. 1770